# The Family (serial televisivo)
The Family (Aile) è un serial televisivo drammatico turco, trasmesso su Show TV dal 7 marzo 2023 al 30 gennaio 2024. È un adattamento turco della serie televisiva statunitense I Soprano (The Sopranos), andata in onda su HBO dal 1999 al 2007.
In Italia la serie è andata in onda su Canale 5 dall'8 luglio 2024 al 5 luglio 2025 e pubblicata sul servizio streaming Mediaset Infinity dal 2 settembre al 15 novembre 2024.

## Trama
Aslan Soykan, che proviene da una famiglia molto nota, incontra la psicologa Devin Akın, conosciuta in aereo durante un volo per Istanbul.

## Puntate
In Turchia la serie è andata in onda su Show TV dal 7 marzo 2023 al 30 gennaio 2024: la prima stagione è stata trasmessa dal 7 marzo al 30 maggio 2023, mentre la seconda ed ultima stagione dal 3 ottobre 2023 al 30 gennaio 2024.
In Italia la serie è andata in onda su Canale 5 dall'8 luglio 2024 al 5 luglio 2025 e pubblicata sul servizio di streaming Mediaset Infinity dal 2 settembre al 15 novembre 2024: la prima stagione è stata trasmessa dall'8 luglio al 30 agosto 2024, mentre la seconda ed ultima stagione è stata pubblicata dal 2 settembre al 15 novembre 2024 e trasmessa dal 24 marzo al 5 luglio 2025.
| Stagione         | Puntate | Puntate | Prima TV  | Prima TV | Pubblicazione |
| Stagione         | Turchia | Italia  | Turchia   | Italia   | Italia        |
| ---------------- | ------- | ------- | --------- | -------- | ------------- |
| Prima stagione   | 13      | 40      | 2023      | 2024     | 2024          |
| Seconda stagione | 17      | 55      | 2023-2024 | 2025     | 2024          |

## Personaggi e interpreti

### Personaggi principali
- Aslan Soykan, interpretato da Kıvanç Tatlıtuğ, doppiato da Gabriele Vender.
- Devin Akın, interpretata da Serenay Sarıkaya, doppiata da Rossa Caputo.
- Cihan Soykan, interpretato da Nejat İşler, doppiato da Simone Mori.
- Hülya Soykan, interpretata da Nur Sürer, doppiata da Anna Rita Pasanisi.
- Leyla Soykan, interpretata da Canan Ergüder, doppiata da Emanuela D'Amico.
- Neşe Akın, interpretata da İpek Tenolcay, doppiata da Paola Majano.
- Yağmur Akın, interpretata da Yüsra Geyik, doppiata da Giulia Franceschetti.
- Ceylan Soykan, interpretata da İpek Çiçek, doppiata da Giulia Tarquini.
- Seher Soykan, interpretata da Emel Göksu, doppiata da Stefania Romagnoli.
- Tolga Sayıcı, interpretato da Mert Denizmen, doppiato da Roberto Gammino.
- İlyas Koruzade, interpretato da Musa Uzunlar, doppiato da Sandro Acerbo.
- İbrahim Soykan, interpretato da Levent Ülgen, doppiato da Stefano Alessandroni.
- Turgut, interpretato da Abdurrahman Yunusoğlu, doppiato da Simone Crisafi.
- Iskender "İskoç", interpretato da Ali Savaşçı, doppiato da Riccardo Rossi.
- Ekrem "Eko", interpretato da Umutcan Ütebay, doppiato da Fabrizio Dolce.
- Kıymet Koruzade, interpretata da Rüçhan Çalışkur, doppiata da Patrizia Burul.
- Serap Koruzade, interpretata da Selin Şekerci, doppiata da Ughetta d'Onorascenzo.
- Nedret Soykan, interpretata da Ayda Aksel, doppiata da Isabella Pasanisi.
- Bedri Soykan, interpretato da Alper Çankaya, doppiato da Alessio Nissolino.

### Personaggi secondari
- Atilla Özyılmaz, interpretato da Ushan Çakır, doppiato da Alessandro Parise.
- Serhat Koruzade, interpretato da Anıl İlter.
- Ezgi, interpretata da Esma Yeşim Gül, doppiata da Perla Liberatori.
- Asuman Soykan, interpretata da Sirin Saldamli, doppiata da Guendalina Ward.
- Aysel, interpretata da Ecem Simge Yurdatapan, doppiata da Martina Tamburello.
- Can Akın, interpretato da Ege Yordanlı, doppiato da Alessandro Sanguigni.
- Ergun Akın, interpretato da Ozan Gözel, doppiato da Vittorio Guerrieri.
- Zeynep Sayıcı, interpretata da Defne Piriçci, doppiata da Giulietta Rebeggiani.
- Kaya Sayıcı, interpretato da Ali Buğra Bıyıkçı, doppiato da Davide Doviziani.
- Elif, interpretata da Zeynep Yüce, doppiata da Marta Filippi.
- Cemre, interpretata da Nil Sude Albayrak.
- Melek, interpretata da Mine Kılıç.
- Dottoressa Neslihan, interpretata da Zeynep Kızıltan, doppiata da Danile D'Angelo.
- Salih, doppiato da Massimiliano Virgilii.
- Babür, interpretato da Cenk Kangöz, doppiato da Luca Graziani.
- Çeyrek, doppiato da Daniele Di Matteo.
- Cansin, interpretata da Ece İrtem.
- Avvocato Cagri, interpretato da Aybars Kuday, doppiato da Stefano Billi.

## Produzione
La serie è diretta da Ahmet Katıksız e Gökçen Usta, scritta da Hakan Bonomo e Ali Kobanbay e prodotta da Ay Yapım.

### Casting
La produzione nel 2022 ha iniziato la ricerca degli attori. Inizialmente, per il ruolo di protagonista maschile si era pensato ad İbrahim Çelikkol, ma in seguito è stato sostituito da Kıvanç Tatlıtuğ, mentre il ruolo di protagonista femminile è stato affidato a Serenay Sarıkaya.

### Riprese
Le riprese sono state effettuate nelle città di Istanbul e Smirne.

## Distribuzione
Inizialmente, l'esordio della serie previsto per il 14 febbraio 2023 era stato annunciato da Show TV tramite il proprio profilo Twitter, ma a causa dei terremoti in Turchia e Siria il debutto della serie è stato posticipato al 7 marzo, dopo che Show TV lo ha comunicato sul profilo Twitter. I primi promo della serie sono usciti su Show TV dal 22 gennaio.

## Colonna sonora
1. Aile Jenerik Müziği – Toygar Işıklı
2. Çocuklar gibi – Sezen Aksu
3. Dönüşü Yok – Zeki Dizdar
4. Müsaadenizle Çocuklar – Barış Manço
5. Yok – Sura İskenderli
6. Ben Neyim – Azer Bülbül
7. Fidayda – Kubat
8. Misket – Oğuz Yılmaz
9. Kasap Havası – Hurşid Yeniğün e Grubu
10. Yanımdasın – Zeki Dizdar
11. Erik Dalı – Ferhat Altınel
12. Tavukları Pişirmişem – Dilber Ay
13. Sonsuzluk – Berk Can Aslan
14. Ankara'nın Bağları – Coşkun Direk
15. Adana'ya Gidek Mi – Doğan Nurlu
16. Bu Biçim – Cem Karaca
17. Serseri – Teoman
18. Serserim Benim – Aşkın Nur Yengi
19. Dünya Dönüyor – Nilüfer
20. Küçüğüm – Sezen Aksu
21. Sevince – Erkin Koray

## Riconoscimenti
- Ayakli Gazete TV Stars Awards
  - 2023: Premio come Miglior serie televisiva per The Family (Aile)
- Pantene Golden Butterfly Awards
  - 2023: Candidatura come Miglior serie televisiva per The Family (Aile)
  - 2023: Candidatura come Miglior attore a Kıvanç Tatlıtuğ
  - 2023: Candidatura come Miglior attrice a Serenay Sarıkaya
  - 2023: Premio come Miglior coppia televisiva a Kıvanç Tatlıtuğ e Serenay Sarıkaya
  - 2023: Candidatura come Miglior regista ad Ahmet Katıksız
  - 2023: Candidatura come Miglior sceneggiatura ad Hakan Bonomo
- PRODU Awards
  - 2024: Candidatura come Miglior attore non di lingua spagnola a Kıvanç Tatlıtuğ
  - 2024: Premio come Miglior attrice non di lingua spagnola a Serenay Sarıkaya
  - 2024: Candidatura come Miglior attrice non di lingua spagnola a Serenay Sarıkaya
  - 2024: Candidatura come Miglior soap opera non di lingua spagnola ad Hakan Bonomo